# Ammobatoides abdominalis
Ammobatoides abdominalis är en biart som först beskrevs av Eduard Friedrich Eversmann 1852.  Ammobatoides abdominalis ingår i släktet Ammobatoides och familjen långtungebin. Inga underarter finns listade i Catalogue of Life.